# Plaza Italia (Talca)
La Plaza Italia, también conocida como Plaza La Loba y antiguamente como Plaza Estación, está ubicada en la comuna chilena de Talca, Región del Maule. Se encuentra en el cruce entre las avenidas Salvador Allende y Monseñor Manuel Larraín.

## Historia

### Antecedentes
La Plaza Italia actualmente se ubica en una de las plazas que componían los espacios verdes que se habían preparado alrededor de la estación de ferrocarriles para recibir a los viajeros. Con el terremoto de Talca de 1928, el comité de reconstrucción de la comuna decidiría materializar un antiguo proyecto de ensanche de la avenida 2 sur, aprovechando la destrucción que la catástrofe dejó en la ciudad. Sumado a esto, sería el mismo comité que el promovería la reforma de las Plazas que se encontraban frente a la estación, afín de mantener una buena impresión para la recepción de viajeros, en vista además de las malas condiciones en las que se encontraban los espacios ya existentes.
Por otra parte, en dicha época la comunidad de inmigrantes italianos ya se encontraba sumamente arraigada a la sociedad talquina. El arribo de familias italianas a inicios de siglo, sumado a la presencia de los salesianos en la comuna, le brindó a esta comunidad una fuerte relevancia dentro del quehacer de la ciudad.

### Proyecto y construcción
Las proyecciones sobre la plaza comenzaron luego del terremoto, complementando a una serie de reformas que se realizarían a los espacios públicos de la comuna. En los alrededores de la estación se consideró reformar las antiguas plazas, afín de que la primera impresión de los viajeros fuese positiva. De esta manera, la plaza comenzó a ser reconstruida, siendo además ensanchada, conectando la novedosa avenida 2 sur con la 11 oriente y la misma estación. Hacia inicios de la década de 1930, la plaza ya se encontraba en construcción, siendo aún conocida por la prensa como la futura Plaza estación.

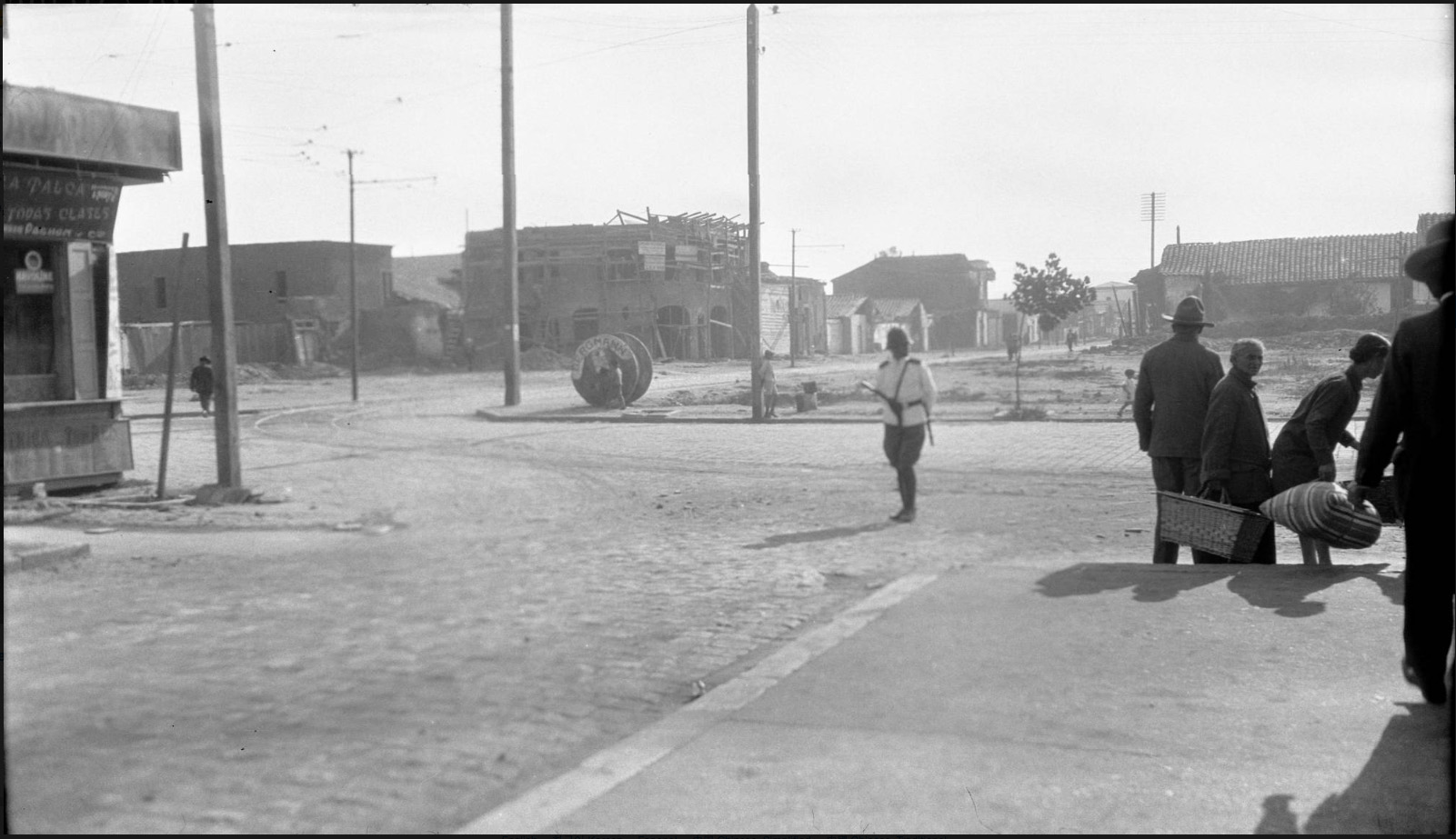
Terreno con el espacio delimitado para la construcción de la plaza, circa 1930.

A inicios de 1931, la colonia italiana ofrece la donación de la estatua de la loba capitolina, con la intención de embellecer el espacio, aprovechando también de demostrar la relevancia de la colonia para la ciudad. Las autoridades de la época aceptarían la donación preliminarmente, retribuyéndolo con el cambio oficial del nombre a Plaza Italia.
Las conversaciones formales realizadas posteriormente dejarían en claro que la colonia italiana se encargaría de la documentación formal para traer la estatua a Chile y los elementos que le acompañasen, mientras el municipio, a través del arquitecto Víctor Veglia, se haría cargo de diseñar y mantener el resto de la plaza, debiendo dejar el espacio para la instalación de la Loba.
El monumento habría sido encargado al gobierno italiano de Benito Mussolini por Giovanni del Sante y Alberto Tartari, con mediación del vicecónsul italiano en Talca, Galileo Colucci, llegando por mar a finales de 1935.

### Inauguración

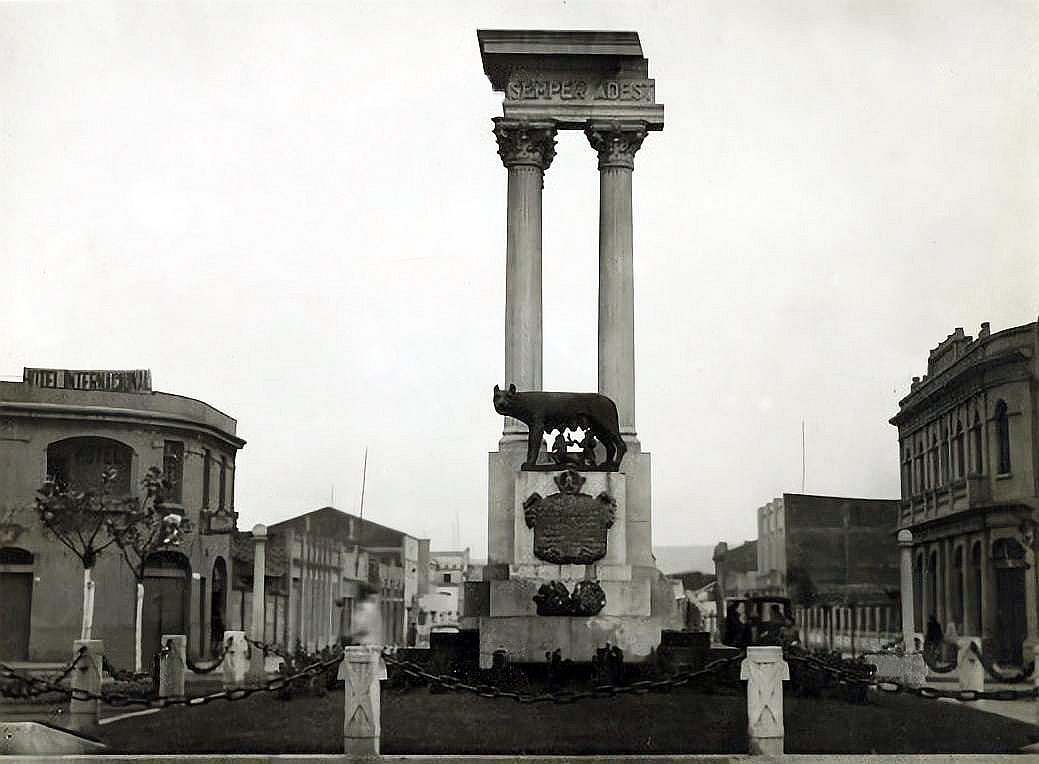
Plaza luego de su inauguración.

La misma placa que se encuentra en la base del monumento señala que fue inaugurada el 21 de abril de 1940. Sin embargo, no existen registros periodísticos que reafirmen esa fecha. La inauguración de la Plaza, por su parte, fue una de las actividades principales de las celebraciones por el centenario de Talca, el día 19 de diciembre de 1942. Para esta actividad se realizaron desfiles y discursos por parte de autoridades municipales y miembros de la colonia italiana, y la estatua fue bendecida por el monseñor Manuel Larraín.

### Robo del monumento
En octubre de 2010, comercianes cercanos al sector de la Plaza denunciaron a carabineros la repentina desaparición de la estatua de Luperca. Tanto la estatua como los culpables nunca fueron descubiertos.
La propia embajada italiana en Chile promovería la instalación de una réplica, realizando las gestiones correspondientes con la municipalidad para el traslado e instalación de esta. Finalmente, el día 12 de mayo de 2011 se reinaugura el monumento de la Loba, en una ceremonia que contó con la participación de autoridades municipales y del embajador italiano en Chile Vincenzo Palladino.

## Monumento
Dentro de la Plaza se encuentra una réplica exacta de la estatua de Luperca, que representa a dos bebés, Rómulo y Remo, siendo amamantados por una loba en el lugar donde posteriormente sería inaugurada Roma y, por consiguiente, el imperio Romano según su mitología. Estos se encuentran bajo una estructura que simula unas ruinas romanas. 
Además de la Loba, la estructura cuenta con una placa conmemorativa que señala: 

A Talca fraterna ed ospitale questo simbolo della perennta di Roma Imperiale e Latina
La collettivita'italiana memore offre
XXI-APRILE MCMXL
Alberto Tartari e Giovanni delsante 
Donarono generozamente
En Talca, fraternal y hospitalaria, este símbolo de la perennidad de la Roma imperial y latina
La comunidad italiana ofrece
XXI-ABRIL MCMXL
Alberto Tartari y Giovanni delsante
Ellos donaron generosamente

Junto con esto, el complejo cuenta con diversos simbolismos en su interior, entre ellos las siglas del imperio romano SPQR y una águila romana. En los elementos que simulan ruinas se encuentra la frase Originis imago Semper adest.
Frente a la plaza se encuentra una placa de hierro fundido con el nombre de Plaza Italia. La estatua de Luperca también es de hierro fundido, así como la placa conmemorativa. Las ruinas romanas y la base del monumento son de concreto.